# Mesanthura javensis
Mesanthura javensis is een pissebed uit de familie Anthuridae. De wetenschappelijke naam van de soort is voor het eerst geldig gepubliceerd in 1984 door Wägele.